# Зеальпзе
Эта статья об озере в Аппенцелльских Альпах. Об озере в Алльгойских Альпах см. ст. Зеальпзе (Алльгойские Альпы).
Зеальпзе (нем. Seealpsee) — озеро в Аппенцелльских Альпах на территории коммуны Швенде (кантон Аппенцелль-Иннерроден, Швейцария).

## Описание
Озеро имеет условно овальную форму, вытянуто с запада на восток на 630 метров, максимальная ширина не превышает 210 метров, площадь — 0,136 км², максимальная глубина — 15 метров, зеркало поверхности находится на отметке 1143 метра над уровнем моря. Зеальпзе находится в узкой речной долине, с севера ограничено горами высотой до 1850 метров, с юга высота вершин достигает 2050 метров.
Ближайший населённый пункт, из которого можно пешком (около 1 часа) добраться до озера, — Вассерауэн. Сеть пеших троп связывает берега озера с другими достопримечательностями региона, такими как горы Сентис (2502 м) и Эбенальп (1640 м), пещерный комплекс Вильдкирхли.
Зеальпзе является популярной туристической достопримечательностью, поэтому по его берегам присутствует вся необходимая инфраструктура: гостиницы, кафе и т. п. Крупнейшая гостиница на берегу озера носит название «Форель», так как эта рыба в изобилии водится в этих водах.

## История
Впервые это озеро в письменных источниках упоминается в 1682 году под названием Зе-Альпер-Зе (нем. See Alper See).
Летом 2009 и 2010 годов вода озера на несколько дней неожиданно окрасилась в ярко-красный цвет. Исследования, проведённые сотрудниками Швейцарской высшей технической школы Цюриха совместно с коллегами из Цюрихского, Копенгагенского и Констанцского университетов, выявили, что в этом виновата водоросль Tovellia sanguinea из группы динофлагеллятов, которая сильно размножилась из-за становящейся всё более чистой воды и увеличения количества кислорода в ней. Последний схожий случай фиксировался в 1964 году в итальянском озере Товель.

## Галерея

Рисунок ок. 1830 г.
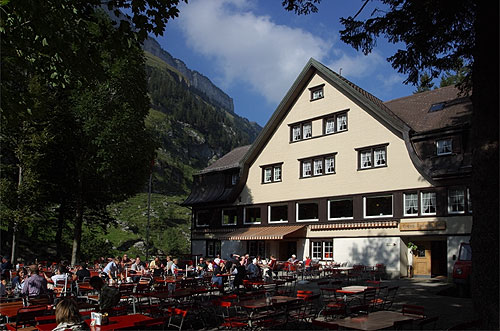
Гостиница «Форель»
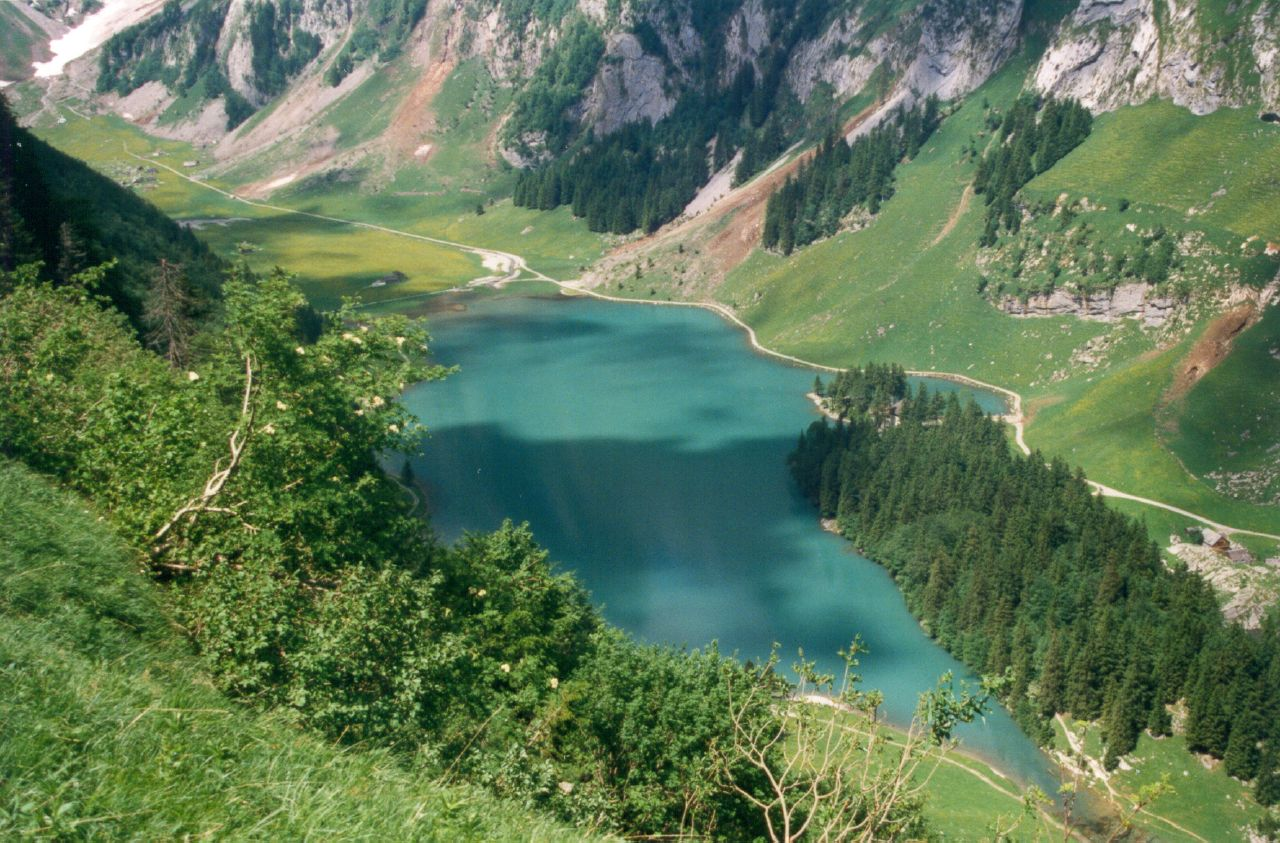
Вид с горы
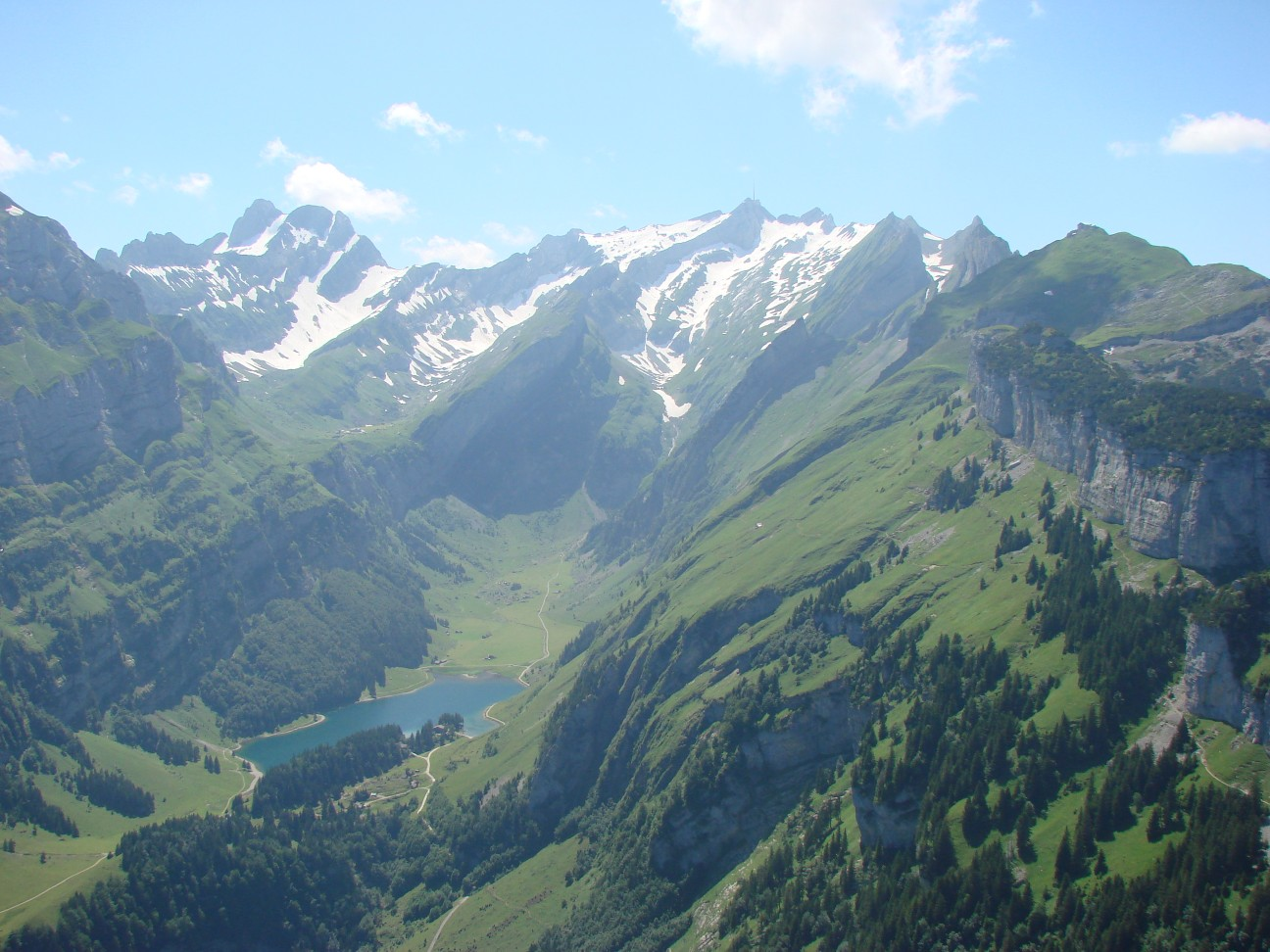
Вид с воздуха